# برنه-آن-سانتر
برنه-آن-سانتر (به فرانسوی: Berny-en-Santerre) یک کمون در فرانسه است که در دپارتمان  سم در او-دو-فرانس واقع شده‌است. برنه-آن-سانتر ۴٫۴۳ کیلومتر مربع مساحت و ۱۵۴ نفر جمعیت دارد و ۱۴۰ متر بالاتر از سطح دریا واقع شده‌است.